# Zéralda
Zéralda (em árabe: زرالدة) é um município localizado na província de Argel, no norte da Argélia. Sua população era de 51 552 habitantes, em 2008.